# Jean-Marie Straub et Danièle Huillet
Pour les articles homonymes, voir Straub.
Jean-Marie Straub, né le 8 janvier 1933 à Metz (Moselle) et mort le 20 novembre 2022 à Rolle (Suisse) et Danièle Huillet, née le 1er mai 1936 à Paris et morte le 9 octobre 2006 à Cholet (Maine-et-Loire), sont un couple de réalisateurs français.

## Biographie
Jeune homme, Jean-Marie Straub anime des ciné-clubs à Metz. Il fait une hypokhâgne au lycée Fustel-de-Coulanges de Strasbourg puis obtient une licence à l'université de Nancy. En 1954, il retrouve à Paris plusieurs futurs auteurs de la Nouvelle Vague, comme Jean-Luc Godard, Jacques Rivette, François Truffaut et Claude Chabrol.
Il rencontre Danièle Huillet au lycée Voltaire, dans la classe préparatoire à l'Institut des hautes études cinématographiques. Jean-Marie Straub est renvoyé de cette classe préparatoire après trois semaines. De son côté, révoltée par la médiocrité du film qu'on lui demande d'analyser, Danièle Huillet refuse d'aller jusqu'au bout du concours d'entrée. 
Ensemble, ils préparent plusieurs projets. En 1954, ils proposent le scénario de Chronique d'Anna Magdalena Bach à Robert Bresson, qui leur répond : « Mes amis, c'est votre sujet, c'est vous qui devez faire le film. » En 1956, Straub travaille comme assistant de Jacques Rivette sur le court métrage Le Coup du berger.
Appelé à se battre pendant la guerre d'Algérie, Jean-Marie Straub déserte en 1958 par solidarité avec les indépendantistes algériens et quitte la France. Danièle Huillet le rejoint bientôt en Allemagne de l'Ouest pour préparer Chronique d'Anna Magdalena Bach, qu'ils tournent en 1967. En attendant, ils réalisent Machorka-Muff et Non réconciliés, deux films d'après Heinrich Böll qui les rattachent malgré eux au nouveau cinéma allemand.

Après avoir vu Machorka-Muff, le compositeur Karlheinz Stockhausen écrit à Jean-Marie Straub en mai 1963 la lettre suivante :
Vous savez bien vous-même que vous avez pris le chemin difficile. C’est pourquoi je vous écris, afin que vous sachiez que vous accompli un bon travail. Dans le domaine de l’esprit ne compte pas l’abondance, mais la vérité et l’efficacité créatrice.
Le sujet est emprunté à notre présent. Il est vrai, précis, valable universellement. Celui qui blâme la sur-acuité ne sait rien de la nécessité artistique d’aiguiser une idée à l’extrême, afin qu’elle touche vraiment. Donnez à de tels ronchonneurs des drames grecs ou Shakespeare à lire.
Ce qui dans votre film m’a intéressé par-dessus tout, c’est la composition du temps propre au film — comme à la musique. Vous avez réalisé de bonnes proportions de durées entre les scènes où les événements sont presque sans mouvement — combien étonnant, dans un tel film resserré sur une durée relativement courte, le courage des pauses, des tempi lents ! — et celles où ils sont extrêmement rapides — étincelant, de choisir justement pour cela les extraits de journaux dans toutes les positions angulaires sur la verticalité de l’écran. De plus la relative densité des changements dans les tempi variés est bonne… Laisser venir chaque élément à son moment irremplaçable, qu’il serait impensable d’ôter ; aucun ornement. « Tout est l’essentiel » disait Webern dans ce pareils cas (seulement chaque chose en son temps, devrait-on ajouter). Bons aussi la franchise, la réflexion qui continue dans la tête du spectateur, le renoncement à tout acte d’ouverture et acte final. Je pourrais encore alléguer beaucoup : pas du tout « enseignant », améliorant-le-monde, illusionnant, symbolisant, faussement Comme-Si : vous n’en avez pas eu besoin et à leur place avez choisi des faits ; non pas ceux d’un plat reportage, mais justement par cet aiguisement, cette conduite étrangement fulgurante de la caméra dans les rues, l’hôtel (très bon, les murs demeurant longuement vides de la chambre d’hôtel, de la nudité desquels on ne peut se détacher), à la fenêtre… Et encore la condensation « irréelle » du temps, sans qu’on soit pressé. Sur cette tranchante arête entre la vérité, la concentration et l’aiguisement (qui pénètre en brûlant dans la perception du réel), le progrès sera possible. Nulle part ailleurs. Nous le savons bien aujourd’hui, que même l’illusion déchiquetée est une illusion. Vous ne voulez pas « changer » le monde, mais graver en lui la trace de votre présence et par-là dire que vous avez vu, que vous avez ouvert une partie de ce monde, telle qu’elle se donne à vous. Cela m’a plu.

J’attends avec impatience votre travail à venir.
Après Le Fiancé, la Comédienne et le Maquereau en 1968, film d'« adieux » à l'Allemagne, ils partent en Italie – où ils s'installent définitivement – pour réaliser Les yeux ne veulent pas en tout temps se fermer ou Peut-être qu'un jour Rome se permettra de choisir à son tour, d'après la pièce Othon de Pierre Corneille, qui leur vaut l'hostilité d'une partie de la critique française, perplexe face aux anachronismes assumés du film (qui montre des personnages en costumes d'époque dans un décor contemporain) ainsi qu'à la diversité des accents qui rend parfois ardue la compréhension du texte.
Par la suite, assistés de collaborateurs fidèles comme Louis Hochet au son ou Renato Berta et William Lubtchansky à l'image, ils auto-produisent et réalisent des films très divers, de durée variable, en couleurs ou en noir et blanc, en Italie, en Allemagne et en France, et jusqu'en Égypte (Trop tôt, trop tard), ainsi que des ciné-tracts.
En septembre 2006, le jury de la 63e Mostra de Venise, où ils présentent Ces rencontres avec eux (Quei loro incontri), leur décerne un prix spécial pour l’ensemble de leur œuvre, saluant son « innovation dans le langage cinématographique ».
Après la mort de Danièle Huillet en octobre 2006, à l'âge de 70 ans, Jean-Marie Straub a continué à réaliser de nombreux films, assisté entre autres par le réalisateur Christophe Clavert et les producteurs Barbara Ulrich et Arnaud Dommerc. Il meurt en novembre 2022, à l'âge de 89 ans,. Le couple est inhumé au sein de la 15e division du cimetière parisien de Saint-Ouen, dans la Seine-Saint-Denis.

## Esthétique et politique
Les films de Jean-Marie Straub et Danièle Huillet sont majoritairement des « adaptations » de textes littéraires ou d’œuvres musicales. Les deux cinéastes se qualifient d'« artisans » du cinéma, par opposition et/ou résistance à l’industrie cinématographique, récusant régulièrement le qualificatif de « minoritaire » souvent employé pour évoquer leur cinéma, ils ont au contraire toujours insisté sur le fait qu'ils n'étaient « pas des oiseaux rares ». Ils ont tôt reconnu leur dette envers Bertolt Brecht dont ils ont adapté plusieurs œuvres (Leçons d'histoire, Introduction à la « Musique d'accompagnement pour une scène de film » d'Arnold Schoenberg, Antigone, Corneille-Brecht) et à qui ils doivent le second titre de Non réconciliés : « Seule la violence aide où la violence règne. »
Straub et Huillet n'utilisent que le son direct des prises. Ils opposent à ce qu'ils appellent le « gaspillage » dans le cinéma dominant, un cinéma de la modestie mais du luxe où l'on prendrait le temps de regarder et d'écouter, en particulier la nature, qu'ils ont filmée avec de plus en plus d'insistance. La plupart de leurs acteurs sont des non-professionnels.

## Filmographie
Les éditions Montparnasse ont débuté en octobre 2007 l'édition de leur œuvre complète en DVD.

### Jean-Marie Straub et Danièle Huillet
- 1962 : Machorka-Muff, d’après Hauptstädtisches Journal de Heinrich Böll, 35 mm, noir & blanc, 18 min
- 1965 : Non réconciliés ou Seule la violence aide, où la violence règne (Nicht versöhnt oder Es hilft nur Gewalt wo Gewalt herrscht), d’après Les Deux Sacrements (Billard um halb zehn) de Heinrich Böll (1959), 35 mm, noir & blanc, 55 min
- 1967 : Chronique d'Anna Magdalena Bach (Chronik der Anna Magdalena Bach), 35 mm, noir & blanc, 93 min
- 1968 : Le Fiancé, la Comédienne et le Maquereau (Der Bräutigam, die Komödiantin und der Zuhälter), d’après Ferdinand Bruckner et Jean de La Croix, 35 mm, noir & blanc, 23 min
- 1969 : Othon (Les yeux ne veulent pas en tout temps se fermer ou Peut-être qu'un jour Rome se permettra de choisir à son tour), d’après Othon de Pierre Corneille (1664) , 16 mm gonflé par la suite en 35 mm, couleurs, 88 min
- 1972 : Leçons d'histoire (Geschichtsunterricht), d'après le roman Les Affaires de Monsieur Jules César de Bertolt Brecht (1957), 16 mm, couleurs, 85 min
- 1972 : Introduction à la « Musique d'accompagnement pour une scène de film » d'Arnold Schoenberg (Einleitung zu Arnold Schoenbergs Begleitmusik zu einer Lichtspielscene), 16 mm, couleurs et noir & blanc, 15 min
- 1974 : Moïse et Aaron (Moses und Aron), d’après l'opéra d'Arnold Schönberg (composé entre 1930 et 1932), 35 mm (2 plans tournés en 16 mm), couleurs, 105 min
- 1976 : Fortini/Cani, d’après Les Chiens du Sinaï (I Cani del Sinaï, 1967) de Franco Fortini, 16 mm, couleurs, 83 min
- 1977 : Toute révolution est un coup de dés, d’après Un coup de dés jamais n'abolira le hasard de Stéphane Mallarmé (1897), 35 mm, couleurs, 10 min
- 1979 : De la nuée à la résistance (Dalla nube alla resistenza), d’après Dialogues avec Leuco (1947) et La Lune et les Feux (1949) de Cesare Pavese, 35 mm, couleurs, 105 min
- 1980-1981 : Trop tôt, trop tard (Zu Früh/Zu Spät ; Too Early/Too Late ; Troppo presto/troppo tardi), d’après une lettre de Friedrich Engels de 1887 à Karl Kautsky, et La Lutte de classes en Egypte de 1945 à 1968 de Mahmoud Hussein (1970), 16 mm, couleurs, quatre versions linguistiques, 105 min
- 1982 : En rachâchant, d’après Ah ! Ernesto de Marguerite Duras (1971), 35 mm, noir & blanc, 7 min
- 1984 : Amerika-Rapports de classe (Klassenverhältnisse), d’après le roman inachevé L'Amérique de Franz Kafka (1927), 35 mm, noir & blanc, 130 min
- 1985 : Montaggio in quattro movimenti per La Magnifica ossessione, vidéo, couleurs et noir & blanc, 40 min
- 1986 : Der Tod des Empedokles oder Wenn dann der Erde Grün von neuem Euch erglänzt (La Mort d'Empédocle ou Quand le vert de la terre brillera à nouveau pour vous), d’après La Mort d'Empédocle de Friedrich Hölderlin (1798), 35 mm, couleurs, quatre montages différents, 132 min
- 1988 : Schwarze Sünde (Noir péché), d’après la troisième version de La Mort d'Empédocle de Friedrich Hölderlin (1799), 35 mm, couleurs, quatre montages différents, 40 min
- 1989 : Cézanne, d’après Dialogue avec Joachim Gasquet (Les éditions Berheim-Jeune), 35 mm, couleurs, deux versions linguistiques, 51 min
- 1991 : Die Antigone des Sophokles nach der Hölderlinschen Übertragung für die Bühne bearbeitet von Brecht 1948 (Suhrkamp Verlag) (Antigone), d’après la version pour la scène de Bertolt Brecht (1947) de la traduction par Friedrich Hölderlin (1803) de la tragédie de Sophocle, 35 mm, couleurs, deux montages différents, 100 min
- 1994 : Lothringen !, d’après le roman Colette Baudoche de Maurice Barrès (1909), 35 mm, couleurs, deux versions linguistiques, 21 min
- 1996 : Von heute auf morgen (Du jour au lendemain), d’après l'opéra d'Arnold Schönberg (1928-29), 35 mm, noir & blanc, 62 min[22]
- 1998 : Sicilia!, d’après Conversation en Sicile d'Elio Vittorini (1939), 35 mm, noir & blanc, trois montages différents, 66 min
- 2000 : Operai, contadini (Ouvriers, paysans), d’après Les Femmes de Messine de Elio Vittorini (1949), 35 mm, couleurs, 123 min
- 2000 : Il viandante (Le Chemineau), d’après Elio Vittorini, nouveau montage d'un passage de Sicilia !, 35 mm, noir & blanc, 5 min
- 2000 : Le Rémouleur, d’après Elio Vittorini, nouveau montage d'un passage de Sicilia !, 35 mm, noir & blanc, 7 min
- 2002 : Il ritorno di figlio prodigo - Umiliati (Umiliati che niente di fatto o toccato da loro, di uscito dalle mani loro, risultasse esente dal diritto di qualche estraneo (Operai, contadini - seguito e fine)) (Le retour du fils prodigue - Humiliés), d’après Les Femmes de Messine de Elio Vittorini (1949), 35 mm, couleurs, 64 min
- 2003 : Une visite au Louvre, d'après des propos de Cézanne rapportés par Joachim Gasquet, 35 mm, couleurs, 49 min
- 2005 : Quei loro incontri (Ces rencontres avec eux), d'après Dialogues avec Leuco de Cesare Pavese (1947), 35 mm, couleurs, 68 min ; prix Marguerite-Duras 2007
- 2006 : Europa 2005 - 27 octobre, miniDV (Sony PD150), format 4/3, couleurs, 11 min (caméra et montage : Jean-Claude Rousseau, assistant : Christophe Clavert)
- 2008 : Itinéraire de Jean Bricard, 35 mm, noir & blanc, environ 40 min

### Jean-Marie Straub seul
- 2008 : Le Genou d'Artémide, d'après Dialogues avec Leuco de Cesare Pavese (1947), 35 mm, couleurs, deux versions, 26 min et 27 min
- 2008 : Le streghe, femmes entre elles, d'après Dialogues avec Leuco de Cesare Pavese (1947), 35 mm, couleurs, 21 min
- 2009 : Corneille-Brecht, d'après la pièce radiophonique Le Procès de Lucullus de Bertolt Brecht (1940) et de deux stances de Pierre Corneille extraites de Horace et Othon, miniDV (Panasonic AG DVX 100), format : 4/3, couleurs, trois versions de 27 min environ
- 2009 : O somma luce, d'après Dante Alighieri, HD, couleurs, format 16/9, 18 min
- 2009 : Joachim Gatti, HD, couleurs, format 16/9, 1 min 30 s
- 2010 : L'Inconsolable, d'après Dialogues avec Leuco de Cesare Pavese (1947), miniDV (Panasonic AG DVX 100), format : 4/3, couleurs, deux versions de 15 min environ
- 2010 : Un héritier, d'après un chapitre d'Au service de l'Allemagne de Maurice Barrès (1903), miniDV (Panasonic AG DVX 100), format 4/3, couleurs, deux versions de 21 min environ
- 2011 : Schakale und Araber (Chacals et Arabes), d'après la nouvelle de Franz Kafka (1917), miniDV (Panasonic AG DVX 100), format : 4/3, couleurs, deux versions de 11 min environ
- 2011 : La Madre, d'après Dialogues avec Leuco de Cesare Pavese (1947), HD (Canon 5D), format : 4/3, couleurs, deux versions de 20 min environ
- 2012 : Un conte de Michel de Montaigne, d'après « De l'exercitation », chapitre VI du livre deux des Essais de Montaigne, HD (Canon 5D), format : 4/3, couleurs, 34 min
- 2013 : Dialogue d'ombres, d'après la nouvelle de Georges Bernanos (1928), HD (Canon 5D), format : 4/3, couleurs, 29 min (film réalisé par Jean-Marie Straub et conçu en collaboration avec Danièle Huillet)
- 2014 : À propos de Venise (Geschichtsunterricht), d'après La Mort de Venise de Maurice Barrès (1903), HD (Canon 5D), format : 4/3, couleurs, 24 min
- 2014 : Kommunisten, d'après André Malraux, film constitué de deux séquences tournée en HD (Canon 5D), format : 4/3, couleurs, et d'extraits de quatre films précédents de J-M Straub & Danièle Huillet, 70 min
- 2014 : La Guerre d'Algérie, d'après Jean Sandretto, HD (Canon 5D), format : 4/3, couleurs, 2 min
- 2015 : L'Aquarium et la Nation, d'après Les Noyers de l'Altenburg d'André Malraux (1943), HD (Canon 5D), format : 4/3, couleurs, 32 min
- 2016 : Où en êtes-vous Jean-Marie Straub ?, HD (Canon 5D), format : 4/3, couleurs, 9 min
- 2017 : Gens du Lac, d'après le roman éponyme de Janine Massard (2013), HD, format : 4/3, couleurs, 18 min Mention spéciale du prix du court métrage Cinéma du réel 2018[23]
- 2020 : La France contre les Robots, d'après l'essai de Georges Bernanos (1945), HD, format : 4/3, couleurs, 9 min

## Hommages, rétrospectives
Une rétrospective intégrale des films de Straub et Huillet est présentée au Centre Pompidou en 2016.
Le 25 septembre 2019, dans le cadre des Journées du film européen, une master class consacrée à « Straub algérien ! » est assurée par l'essayiste et critique de cinéma Saad Chakali aux 17e Rencontres cinématographiques de Béjaïa.
En 2024, une rétrospective leur est consacrée à la Cinémathèque française.

#### Articles
- Frustration of Violence, in Cahiers du cinéma in English (New York), janvier 1967
- Roud, Richard, in Sight and Sound (London), été 1968
- Polt, Harriet, in Film Quarterly (Berkeley), hiver 1968–69
- Baxter, B., Jean-Marie Straub, in Film (London), été 1969
- Engel, Andi, Jean-Marie Straub, in Second Wave, New York, 1970
- Armes, Roy, Jean-Marie Straub, in London Magazine, septembre 1970
- Roth, W., and G. Pflaum, Gesprach mit Danièle Huillet und Jean-Marie Straub, in Filmkritik (Munich), février 1973
- Die Filmographie – Jean-Marie Straub, in Information (Wiesbaden), janvier 1974
- Walsh, M., Political Formations in the Cinema of Jean-Marie Straub, in Jump Cut (Chicago), novembre-Décembre 1974
- Seguin, L., La Famille, l'histoire, le roman, in Cahiers du cinéma (Paris), octobre-Novembre 1975
- Greene, N., Report from Vienna: Cinema and Ideology, in Praxis (Berkeley), n° 2, 1976
- Danièle Huillet/Jean-Marie Straub's Fortini/Cani,in Filmkritik (Munich), Janvier 1977
- Dermody, S., Straub/Huillet: The Politics of Film Practice, in Cinema Papers (Melbourne), septembre-Octobre 1976
- Simsolo, Noël, Jean-Marie Straub et Danièle Huillet, in Cinéma (Paris), Mars 1977
- Grant, J., Le Combat contre l'impression, in Cinéma (Paris), janvier 1978
- Nau, P., Die Kunst des Filmesehens, in Filmkritik (Munich), janvier 1979
- Vatrican, V., Tout est musique, in Cahiers du cinéma (Paris), n° 492, juin 1995
- Chakali S. & Roux A., Straub algérien !, in le blog Des nouvelles du front (Saint-Denis), 20 août 2019
- Mehdi Benallal, « Straub et Huillet contre le terrorisme du cliché » sur Contrebande, le blog culture du Monde diplomatique, 9 février 2023

### Filmographie

#### Documentaires
- Schaut euch diesen Berg an, einstmals war er Feuer d'Harald Bergmann, Allemagne, 1991 Le film a été tourné à Hambourg pendant le montage de la troisième version de La Mort d'Empédocle. Il est publié dans la partie archives du dvd de Lyrische Suite / Das untergehende Vaterland (Suite lyrique / La patrie qui sombre) sorti en 2012. Une transcription complète des dialogues en allemand est également disponible dans le livre accompagnant le dvd.
- Lyrische Suite d'Harald Bergmann, Allemagne, 1992
- Sicilia! Si gira de Jean-Charles Fitoussi, sur le tournage du film Sicilia !, tourné en 1998 et sorti en 2001
- Danièle Huillet, Jean-Marie Straub : cinéastes de Pedro Costa, de la série Cinéastes de notre temps sur le montage d’une troisième version du film Sicilia !, 72 min, 2001
  - Où gît votre sourire enfoui ? de Pedro Costa, version longue de Danièle Huillet, Jean-Marie Straub : cinéastes, 2001 Cf. « Danièle Huillet, Jean-Marie Straub : cinéastes », sur tenk.fr (consulté le 17 septembre 2017).

#### Entretiens, vidéos
- Jean-Marie Straub et Danièle Huillet à l'université de Genève, en 1987, après une projection de leur film La Mort d'Empédocle
- Interview par Jean-Michel Frodon dans Le Monde du 15 septembre 1999
- Entretien avec Jean-Marie Straub (1er avril 2004)
- [vidéo] Portrait de groupe avec Straub, Jean-Marie Straub, en mars 2009 à la Cinémathèque française. 57 min
- [vidéo] mi !… vi !… ci !…, Jean-Marie Straub entouré des acteurs et de ses amis, à l'issue de la représentation de La Madre, au théâtre Francesco di Bartolo, Buti, Toscane, septembre 2011. 20 min